# Дэвидсон, Эйлин
Эйлин Дэвидсон (англ. Eileen Davidson; род. 15 июня 1959, Артижа, Калифорния) — американская актриса, которая добилась известности благодаря ролям в дневных мыльных операх.

## Жизнь и карьера
Дэвидсон работала в качестве фотомодели в семидесятых, пока её агент не посоветовал ей пройти курсы обучения актёрского мастерства. В 1982 году, обойдя более ста конкуренток, она получила роль Эшли Эббот в мыльной опере «Молодые и дерзкие». В следующем году она снялась в кинофильме «На греческой улице», но была предана дневной мыльной опере до 1988 года. В 1990—1991 годах она сыграла главную роль в прайм-тайм телесериале Broken Badges, который был закрыт после одного сезона, а после неудачи вернулась в дневной эфир с ролью Келли Кэпвелл в мыльной опере «Санта-Барбара».
В 1993 году Дэвидсон присоединилась к мыльной опере «Дни нашей жизни», в которой сыграла как главную положительную героиню, так и антагониста. Она играла сразу пять разных ролей в шоу одновременно и в 1998 году получила номинацию на Дневную премию «Эмми» за лучшую женскую роль. В 1999 году она вернулась в «Молодые и дерзкие» и в 2003 году получила ещё одну номинацию на Дневную премию «Эмми» за лучшую женскую роль. Также она сыграла эту роль в мыльной опере «Дерзкие и красивые» в 2007-08 годах, а в 2012 году вернулась в «Дни нашей жизни». В 2014 году она вновь номинировалась на дневную премию «Эмми» за лучшую женскую роль, в итоге выиграв, став первой актрисой «Дней нашей жизни», получившей награду в ведущей категории за последние четыре десятилетия.
В 2014 году Дэвидсон присоединилась к реалити-шоу «Настоящие домохозяйки Беверли-Хиллз» с рекордной зарплатой 750 тысяч долларов за сезон, на треть больше чем получают Кайл Ричардс, Ким Ричардс и Лиза Ринна.
Эйлин Дэвидсон была замужем трижды, у неё есть ребёнок от третьего брака. Её первые два брака были с актёрами Кристофером Майером (1985-86) и Джоном Линдстромом (1997—2000). С 2003 года она замужем за Винсентом Ван Паттеном, актёром и бывшим теннисистом.

## Мыльные оперы
- 1982-88, 1999—2007, 2008-12, 2014 — настоящее время — Молодые и дерзкие / The Young and the Restless
- 1991-93 — Санта-Барбара / Santa Barbara
- 1993-98, 2012—2013, 2014 — Дни нашей жизни / Days of our Lives
- 2007-08 — Дерзкие и красивые / The Bold and the Beautiful